# Valmet L-70 Vinka
Le Valmet L-70 Vinka est un biplace d’entrainement de début finlandais. Il s'agit, en date de 2022, du dernier avion entièrement conçu en Finlande.

## Valmet L-70 Vinka
En 1970 débute l’étude d’un biplace d’entrainement de début destiné à remplacer les Saab 91 Safir en service dans l’Ilmavoimat. Monoplan à aile basse cantilever et train classique fixe aménagé pour un pilote et un instructeur côte à côte, un passager pouvant éventuellement prendre place à l’arrière, le prototype LEKO-70 effectue son premier vol le 1er juillet 1975. 30 exemplaires sont construits pour l’Académie de l’Air (IlmaSK) de Kauhava (1re escadrille) par l’usine Valmet Oy de Kuorevesi et livrés entre 1980 et 1982. 
Il est retiré du service le 31 août 2022 alors que la flotte a 195 000 heures de vol et qu'il reste quelques centaines d'heures de vol sur les 7 000 heures par cellule prévues par le constructeur. Il reste 26 appareils survivants, 15 sont vendus aux enchères en 2023. Il est remplacé par 28 Grob G 115.

## Valmet L-80 TP Turbo Vinka
Après avoir tenté vainement de commercialiser le L-70 Vinka à l’exportation sous la désignation L-70 Miltrainer, Valmet développe une version turbopropulsée à train escamotable, le L-80 TP Turbo Vinka, dont le prototype [OH-VBB] effectue son premier vol le 12 février 1985, piloté par Paavo Janhunen. Ce prototype est détruit sur accident le 24 avril suivant, tuant le pilote. Équipé d’une turbine à hélice Allison, le second prototype est baptisé Valmet L-90 TP et servit au développement du L-90 Redigo ou RediGo (on trouve les deux formules dans les brochures commerciales du constructeur).

### Développement lié
- Valmet L-80 Turbo-Vinha (en)
- Valmet L-90 Redigo

### Aéronefs comparables
- Scottish Aviation Bulldog